# Топольський Віталій Тимофійович
Віталій Тимофійович Топольський (нар. 5 травня 1918 — пом. 28 серпня 1941) — радянський військовий льотчик-винищувач часів Другої світової війни, ад'ютант ескадрильї 69-го винищувального авіаційного полку окремої Приморської армії, лейтенант. Герой Радянського Союзу (1942).

## Життєпис
Народився 5 травня 1918 року в місті Вінниці в сім'ї робітника. Росіянин. Закінчив 7 класів і школу ФЗУ. Працював на заводі токарем.
У 1938 році за комсомольським набором вступив до Одеського військового авіаційного училища, яке закінчив у 1939 році. Направлений до 69-го винищувального авіаційного полку, дислокованого в Одесі. Був помічником військкома ескадрильї з комсомолу, ад'ютантом командира ескадрильї.
З початком німецько-радянської війни брав участь в обороні Одеси. Всього здійснив 123 бойових вильоти, провів 14 повітряних боїв, у яких збив особисто 4 і в складі групи — 4 літаки ворога.
28 серпня 1941 року, повертаючись з бойового завдання по штурмовкі військ супротивника, в районі колонії Фрейденталь вступив у нерівний бій з 5 винищувачами ворога. Загинув у цьому бою.
Похований на Алеї Слави центрального Парку культури і відпочинку імені Т. Г. Шевченка в Одесі.

## Нагороди
Указом Президії Верховної Ради СРСР від 10 лютого 1942 року за зразкове виконання бойових завдань командування на фронті боротьби з німецькими загарбниками та виявлені при цьому відвагу і героїзм, лейтенантові Топольському Віталію Тимофійовичу присвоєне звання Героя Радянського Союзу (посмертно).
Також був нагороджений орденом Червоного Прапора (05.11.1941) і медаллю «За оборону Одеси».

## Пам'ять
- Рішенням Виконкому Одеської Міськради № 329 від 5 травня 1965 року один з провулків центру Одеси було названо ім'ям Топольського[3].
- Ім'я льотчика Віталія Топольського викарбувано на меморіальній дошці на честь захисників Одеси у сквері перед Одеським театром опери і балету.
- Ім'ям Віталія Топольського названо одну з вулиць Вінниці.